# Quận XVII, Budapest
Quận XVII, Budapest là một quận thuộc hạt főváros, Hungary. Quận này có diện tích 54,82 km², dân số năm 2010 là 78442 người, mật độ 1431 người/km².